# 소아마비 백신
소아마비 백신(영어: polio vaccine)은 소아마비를 예방하기 위해 사용되는 백신이다. 2가지 유형이 사용된다: 주사(IPV)를 통해 제공되는 불활성화 폴리오바이러스, 구강(OPV)을 통해 제공되는 약화된 폴리오바이러스. 세계보건기구는 모든 어린이들이 소아마비에 대항하여 온전히 백신을 복용할 것을 권고한다. 이 2개의 백신이 전 세계 대부분의 지역의 소아마비를 근절시키고 있으며, 1988년 추정치 350,000명에서 2017년 22명으로, 연간 보고된 소아마비 환자 수가 감소하였다.
불활성화 소아마비 백신은 매우 안전한 편이다. 주사 부위에 약한 정도의 홍반이나 통증이 발생할 수 있다. 구강형 소아마비 백신은 100만 도스(dose) 당 대략 3건의 백신 관련 마비성회백수염을 유발한다. 이는 소아마비 감염에 따라 마비된 100만 명 당 5,000건과 비교된다. 둘 다 임신 중에 또는 HIV/AIDS 환자가 복용해도 대체적으로 안전한 편이다.
최초의 소아마비 백신은 불활성화 소아마비 백신이었다. 조너스 소크가 개발하였으며 1955년 이용이 시작되었다. 구강형 소아마비 백신은 앨버트 세이빈이 개발하였으며 1961년 상용화되었다. 이 둘은 모두 의료제도에 필수적인 가장 효과적이고 안전한 의약품 목록인 WHO 필수 의약품 목록에 등재되어 있다. 개발도상국의 도매가는 2014년 구강형 백신 기준으로 도스 당 대략 US$0.25에 달한다. 미국에서의 비용은 불활성화 백신 기준으로 $25에서 $50 사이이다.

## 같이 보기
- BCG 백신